# Staurois tuberilinguis
Staurois tuberilinguis és una espècie de granota que viu a Borneo.
Està amenaçada d'extinció per la pèrdua del seu hàbitat natural.